# 緑川優美
緑川 優美（みどりかわ ゆうび、5月17日 - ）は、日本の女性声優。 神奈川県出身。血液型はB型。2020年3月31日までホーリーピーク所属、現在はフリー。

## 経歴
幼少期からアニメやゲームが大好きで、当時からそれらに係わる仕事に就きたいと思ったことから、声優になることを決心する。
2015年4月、ホーリーピーク所属となる。2020年3月末日、契約満了に伴い退所。

## 人物
- 趣味はイラスト、ダーツ、ジャズダンス、バレエ[1]。
- 特技は空手、口笛[1]、パエリア作り[2]。

## 出演
太字はメインキャラクター。

### テレビアニメ
2018年
- RELEASE THE SPYCE（北斗凪、店員1）

2019年
- 八月のシンデレラナイン（鈴木和香）

### ゲーム
2016年
- 陰陽おとぎソール
- デモンゲイズ2（スコーピオン）

2017年
- Song of Memories（KARIN）
- 八月のシンデレラナイン（鈴木和香）
- ファンタシースターオンライン2 es（クロフトプロジオン）

2018年
- FIGHTCLUB（ハイボルテージさくら）
- NG（葉月薫、来瀬もも、鬼島那津美）
- 放置少女〜百花繚乱の萌姫たち〜（2018年 - 2019年、曹彰、韓信、周倉、劉封）

2019年
- RELEASE THE SPYCE secret fragrance（北斗凪）
- モンスターストライク（2019年 - 2024年、グングニルα）

### 舞台
- 劇団「神保町界隈」『スタア誕生　エスター始動』（2015年10月7日～11日 / テアトルBONBON） - 嘉山いずみ役
  - 『アイドルくの一忍法帖　−風魔四姉妹の逆襲−』（2016年10月13日～16日 / テアトルBONBON） - 由比役

### テレビ番組
※はインターネット配信。
- くろにゅ～（MC）（ニコニコ生放送※ / 第2、第4水曜日出演）
- ウチの夏フェス2015！フレッシュ夏フェス隊（2015年、アニメシアターX）

### ライブ
- AT-X「ウチの夏フェス2015！」フレッシュ夏フェス隊
- 『Dream 4 You LIVE ACT -First Touch-』（2016年4月3日 / 恵比寿CreAto） KARIN役
- 『Dream 4 You DreamLive2017!!～Memories～』（2017年12月2日 / 秋葉原ZEST） KARIN役
- 『Dream 4 You Dream Live 2018!! ～Dreams～』（2018年6月2日 / 新宿MARZ） KARIN役
- 『マチ★アソビ vol.16』（2016年5月3日 / 徳島市新町橋東公園） KARIN役

### その他コンテンツ
- 神譜のソルフェジオ -unisonic liberta-（2016年、Twitterライトノベル）リズ
- ときめき♥千夜一夜（2016年、ハミンゴ）小野小町

## ディスコグラフィ

### キャラクターソング
| 発売日        | タイトル                                                             | 歌       | 楽曲                                                        | 備考                                                         |
| ------------- | -------------------------------------------------------------------- | -------- | ----------------------------------------------------------- | ------------------------------------------------------------ |
| 2015年9月30日 | 劇団 神保町界隈 第3回公演 スタア誕生「エスター始動」サウンドトラック | エスター | 「THE SONGS OF MY LOVE」                                    | 劇団「神保町界隈」第3回公演「スタア誕生 エスター始動」主題歌 |
| 2015年9月30日 | 劇団 神保町界隈 第3回公演 スタア誕生「エスター始動」サウンドトラック | エスター | 「最後に送る言葉」 「ココナッツ プリンセス」 「輝いていて」 | 劇団「神保町界隈」第3回公演「スタア誕生 エスター始動」挿入歌 |

### ユニットメンバー
1. ↑  緑川優美、高木友梨香、岩間瑠里菜